# سباق باريس روبيه 1926
طواف باريس 1926 هو سباق دراجات هوائية أقيم بتاريخ 4 أبريل، تكون السباق من مرحلة واحدة، وامتدّ لمسافة 270 كم، وبسرعة 35.630 كم/س، استغرق السباق 7 ساعات و24 دقيقة و42 ثانية.